# Mabrya
Mabrya es un género con seis especies de plantas de flores perteneciente a la familia Scrophulariaceae. 

## Especies seleccionadas
- Mabrya acerifolia
- Mabrya coccinea
- Mabrya erecta
- Mabrya flaviflora
- Mabrya geniculata
- Mabrya rosei

- Datos: Q9026442
- Multimedia: Mabrya / Q9026442
- Especies: Mabrya